# Biologia w Szkole
Biologia w Szkole z Przyrodą – dwumiesięcznik (do 1952 kwartalnik) dla nauczycieli biologii i przyrody, ukazujący się nakładem wydawnictwa Forum Media Polska w Poznaniu. Ukazuje się od 1948 roku.

## Historia
- styczeń 1948 – ukazał się pierwszy numer kwartalnika „Biologia w Szkole”, pierwszym wydawcą były Państwowe Zakłady Wydawnictw Szkolnych, a pierwszym redaktorem naczelnym Włodzimierz Michajłow
- styczeń 1953 – odtąd czasopismo ukazuje się jako dwumiesięcznik
- styczeń 1954 – redaktor naczelną została Helena Sikorska
- styczeń 1961 – redaktor naczelną została Jadwiga Doboszyńska
- styczeń 1974 – wydawcą zostały Wydawnictwa Szkolne i Pedagogiczne
- marzec 1977 – redaktor naczelną została Danuta Cichy
- marzec 2000 – redaktorem naczelnym został Krzysztof Spalik
- styczeń 2001 – odtąd „Biologia w Szkole” ukazywała się jako kwartalnik
- styczeń 2003 – odtąd czasopismo ponownie ukazuje się jako dwumiesięcznik;
- styczeń 2005 – odtąd pismo ukazuje się również pod tytułem „Biologia w Szkole z Przyrodą”
- styczeń 2006 – wydawcą został Dr Josef Raabe Spółka Wydawnicza
- listopad 2006 – redaktorem naczelnym został Piotr Borsuk
- wrzesień 2014 – wydawcą zostało Forum Media Polska w Poznaniu
- listopad 2014 – redaktor naczelną została Anna Przybył
- listopad 2015 – redaktor naczelną została Katarzyna Zaborowska